# Lövflugor
Lövflugor (Lauxaniidae) är en familj av tvåvingar som beskrevs av Mario Bezzi 1914. Lövflugor ingår i ordningen tvåvingar, klassen egentliga insekter, fylumet leddjur och riket djur. Enligt Catalogue of Life omfattar familjen Lauxaniidae 1895 arter. 

## Bildgalleri

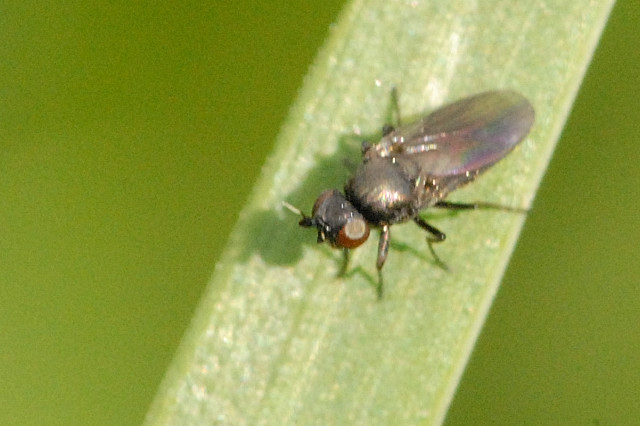
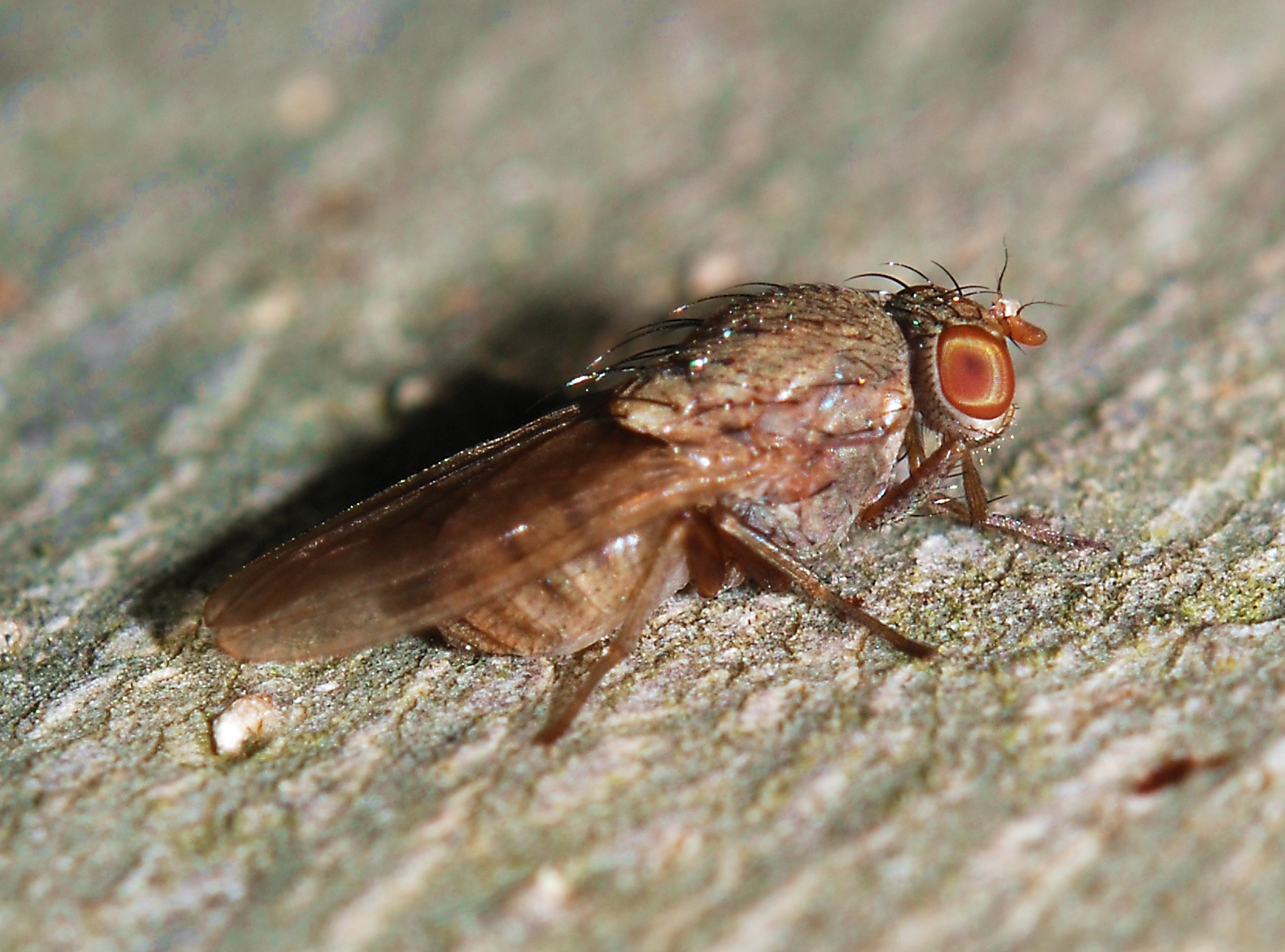
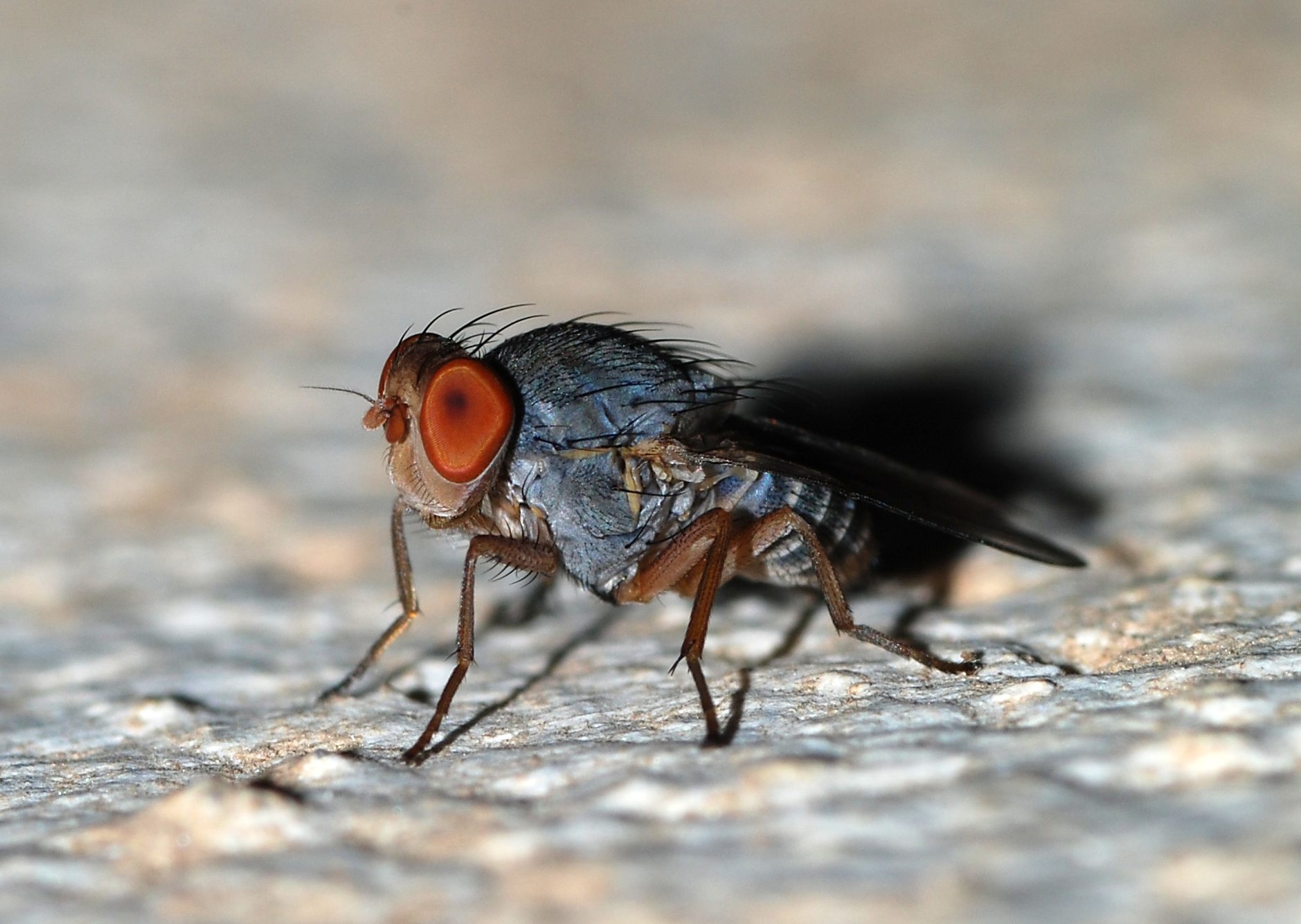
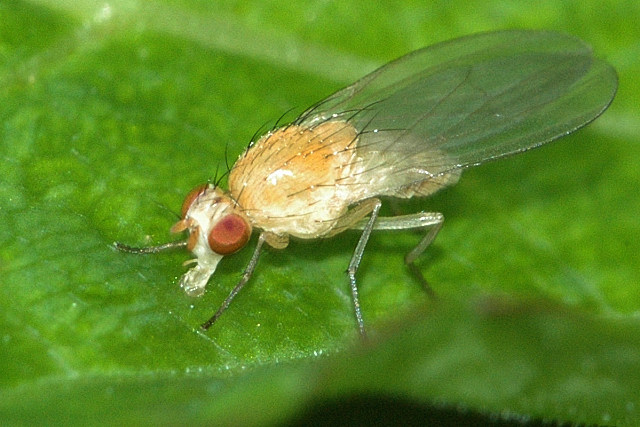
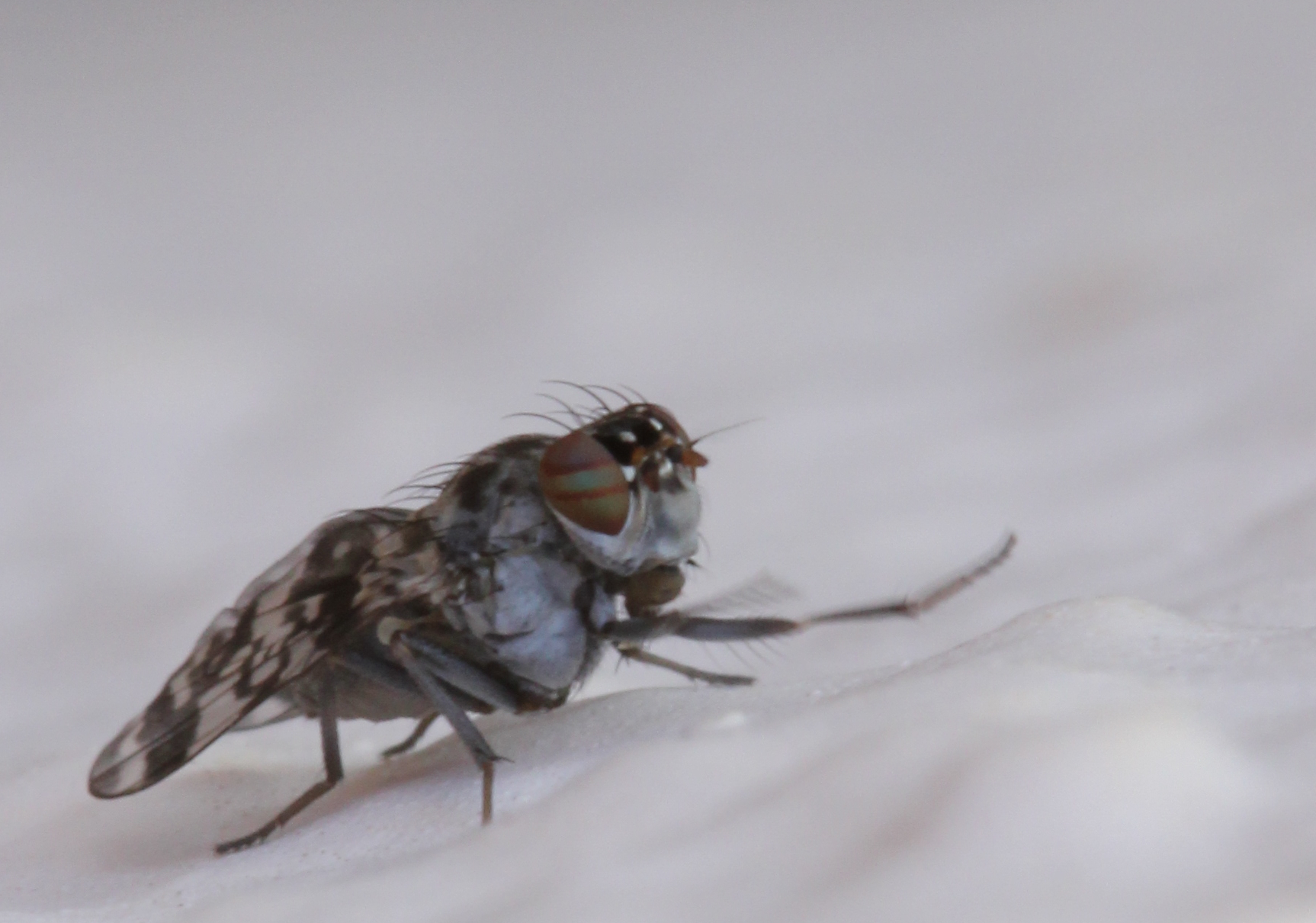

## Dottertaxa till lövflugor, i alfabetisk ordning[1][2]
- Afrominettia
- Agriphoneura
- Allogriphoneura
- Allominettia
- Amblada
- Aprochaetops
- Arnomyia
- Asilostoma
- Aulogastromyia
- Australinina
- Bacilloflagellomera
- Baliopteridion
- Blepharolauxania
- Caeniamima
- Cainohomoneura
- Calliopum
- Camptoprosopella
- Celyphohomoneura
- Celypholauxania
- Cephalella
- Cephaloconus
- Cerataulina
- Ceratolauxania
- Cestrotus
- Chaetocoelia
- Chaetolauxania
- Chilocryptus
- Chlorops
- Cnemacantha
- Dacus
- Deceia
- Depressa
- Deutominettia
- Dioides
- Diplochasma
- Drepanephora
- Drosophila
- Dryomyzothea
- Dryosapromyza
- Dyticomyia
- Eriurgus
- Eucyclosis
- Euprosopomyia
- Eurychoromyia
- Eusapromyza
- Evertomyia
- Freyia
- Gauzania
- Gibbolauxania
- Griphominettia
- Griphoneura
- Heleomyza
- Hendelimyza
- Himantopyga
- Hirtodeceia
- Holopticander
- Homoneura
- Hypagoga
- Incurviseta
- Isoclusia
- Itomyia
- Katalauxania
- Kertesziella
- Kerteszomyia
- Kimiella
- Lauxania
- Lauxanostegana
- Longifrons
- Luzonomyza
- Lyciella
- Lyciovibrissina
- Lyperomyia
- Mallochomyza
- Maquilingia
- Marmarodeceia
- Meiosimyza
- Melanina
- Melanomyza
- Melanopachycerina
- Melinomyia
- Mettinia
- Minettia
- Minilauxania
- Musca
- Mycterella
- Neodeceia
- Neogeomyza
- Neogriphoneura
- Neominettia
- Neopachycerina
- Neoparoecus
- Neotrigonometopus
- Neoxangelina
- Nimettia
- Noeetomima
- Noonamyia
- Ocellominettia
- Oncodometopus
- Pachycerina
- Pachyopella
- Panurgopsis
- Paracestrotus
- Paralauxania
- Paranomina
- Parapachycerina
- Paraphysoclypeus
- Peplominettia
- Peplomyza
- Phobeticomyia
- Physegenua
- Physoclypeus
- Piophila
- Platygraphium
- Pleurigona
- Poecilohetaerella
- Poecilohetaerus
- Poecilolycia
- Poecilominettia
- Poichilus
- Procestrotus
- Prochaetopsis
- Procrita
- Prorhaphochaeta
- Prosamyza
- Prosopomyia
- Prosopophorella
- Protrigonometopus
- Pseudocalliope
- Pseudogriphoneura
- Pseudominettia
- Rhabdolauxania
- Rhagadolyra
- Ritaemyia
- Salebrifacies
- Sapromyza
- Sapromyzosoma
- Scathophaga
- Sciasminettia
- Sciasmomyia
- Sciosapromyza
- Scutolauxania
- Setulina
- Siphonophysa
- Spathecerus
- Steganolauxania
- Steganopsis
- Stenolauxania
- Tanyura
- Tauridion
- Teratocranum
- Teratolauxania
- Themara
- Tibiominettia
- Tricholauxania
- Triconopsis
- Trigonometopsis
- Trigonometopus
- Trisapromyza
- Trivialia
- Trypaneoides
- Trypeta
- Trypetisoma
- Wawu
- Xangelina
- Xeniconeura
- Xenochaetina
- Xenopterella
- Zanjensiella